# Communauté de communes du balcon sud de la Chartreuse
La communauté de communes du balcon sud de la Chartreuse était une communauté de communes française, située dans le département de l'Isère et la région Rhône-Alpes.

## Composition
La communauté de communes regroupait cinq communes :
| Nom                         | Code Insee | Gentilé          | Superficie (km2) | Population (dernière pop. légale) | Densité (hab./km2) |
| --------------------------- | ---------- | ---------------- | ---------------- | --------------------------------- | ------------------ |
| Quaix-en-Chartreuse (siège) | 38328      | Quailards        | 18,09            | 911 (2014)                        | 50                 |
| Le Sappey-en-Chartreuse     | 38471      | Sappeyards       | 15,13            | 1 120 (2014)                      | 74                 |
| Mont-Saint-Martin           | 38258      | Saint-Martiniers | 5,31             | 79 (2014)                         | 15                 |
| Proveysieux                 | 38325      | Proveysards      | 20,37            | 504 (2014)                        | 25                 |
| Sarcenas                    | 38472      | Sarcenais        | 7,76             | 197 (2014)                        | 25                 |

## Une nouvelle intercommunalité au1erjanvier 2014
Le 1er janvier 2014, le Balcon Sud Chartreuse a fusionné avec la Métro et le Sud Grenoblois pour former la "nouvelle" communauté d'agglomération Grenoble Alpes Métropole.
La nouvelle intercommunalité, qui a son siège à Grenoble, regroupe 49 communes et 432 916 habitants (population municipale au 1er janvier 2010).
Le nouveau conseil communautaire siégeant du 1er janvier 2014 aux élections municipales de mars 2014, comprend l'ensemble des conseillers communautaires des trois intercommunalités actuelles soit 142 conseillers. Après les élections municipales, le conseil communautaire ne comprendra que 124 membres.

### Composition
- Bresson
- Brié-et-Angonnes
- Champ-sur-Drac
- Champagnier
- Claix
- Corenc
- Domène
- Échirolles
- Eybens
- Fontaine
- Fontanil-Cornillon
- Gières
- Grenoble
- Le Gua
- Herbeys
- Jarrie
- Meylan
- Miribel-Lanchâtre
- Montchaboud
- Mont-Saint-Martin
- Murianette
- Notre-Dame-de-Commiers
- Notre-Dame-de-Mésage
- Noyarey
- Poisat
- Le Pont-de-Claix
- Proveysieux
- Quaix-en-Chartreuse
- Saint-Barthélemy-de-Séchilienne
- Saint-Égrève
- Saint-Georges-de-Commiers
- Saint-Martin-d'Hères
- Saint-Martin-le-Vinoux
- Saint-Paul-de-Varces
- Saint-Pierre-de-Mésage
- Le Sappey-en-Chartreuse
- Sarcenas
- Sassenage
- Séchilienne
- Seyssinet-Pariset
- Seyssins
- La Tronche
- Varces-Allières-et-Risset
- Vaulnaveys-le-Bas
- Vaulnaveys-le-Haut
- Venon
- Veurey-Voroize
- Vif
- Vizille

### La fusion puis la création de la Métropole de Grenoble
Dans le cadre des projets de loi de décentralisation en cours, Grenoble devient le siège d'une Métropole au 1er janvier 2015, soit un an après la fusion des trois intercommunalités dans la "nouvelle" communauté d'agglomération.

## Sources
- Le SPLAF
- La base ASPIC